# میتاگونگ
میتاگونگ (به انگلیسی: Mittagong) یک شهرک در استرالیا است که در نیو ساوت ولز واقع شده‌است.